# パトリック・ビアール
パトリック・ピアール（Patrick Vial、1946年12月24日 - ）は、フランスのパリ出身の柔道選手。階級は軽中量級。身長170cm。段位は7段。

## 人物
1969年のヨーロッパ選手権軽中量級で3位に入った。1973年の世界選手権では5位に終わった。1975年の地中海競技大会では優勝を飾った。1976年のフランス国際で2位になると、1976年モントリオールオリンピックでは銅メダルを獲得した。

## 主な戦績
- 1969年 - ヨーロッパ選手権　3位
- 1971年 - 東ドイツ国際　優勝
- 1973年 - フランス国際　3位
- 1973年 - 東ドイツ国際　2位
- 1973年 - 世界選手権　5位
- 1974年 - フランス国際　2位
- 1975年 - 東ドイツ国際　2位
- 1975年 - 地中海競技大会　優勝
- 1976年 - フランス国際　2位
- 1976年 - モントリオールオリンピック　3位